# 前田とも
前田 とも（まえだ とも）は、漫画家。新書館のウィングス、アスキー・メディアワークスのシルフなどで連載している。ボーイズラブを執筆したこともある。

## 作品リスト
- 『黒の太陽 銀の月』新書館〈ウィングス・コミックス〉全7巻
- 『目にはさやかに見えねども』新書館〈ディアプラス・コミックス〉、2003年8月発行、ISBN 4-403-66075-4
- 『つくろい屋シリーズ』アスキー・メディアワークス〈シルフコミックス〉全2巻
- 『結晶物語』新書館〈ウィングス・コミックス〉全3巻
- 『カミツキ』KADOKAWA（旧アスキー・メディアワークス）〈シルフコミックス〉全6巻
- 『旅は猫連れ』少年画報社〈ねこぱんちコミックス〉、2016年6月13日発売[1]、ISBN 978-4-7859-5797-1
- 『雨傘さんちの日日』KADOKAWA〈it COMICS〉既刊2巻（『カドコミ』2024年1月12日[2] - 連載中）
  1. 2024年2月15日発売[3][4]、ISBN 978-4-04-915394-1
  2. 2025年7月15日発売[5]、ISBN 978-4-04-916540-1